# Igreja de San Juan (Baños de Cerrato)

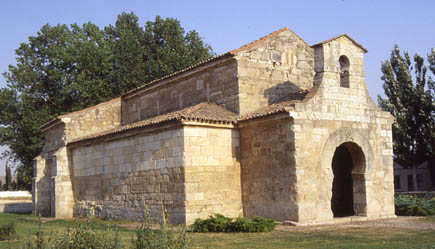
Igreja de San Juan de Baños

A Igreja de São João Batista é um monumento do período visigodo (Século VII) situado na localidade de Baños de Cerrato (antiga Balneos) pertencente ao município de Venta de Baños, na Província de Palência (Espanha). Trata-se do monumento mais importante e mais bem conservado da arte Visigótica em Espanha.

## História

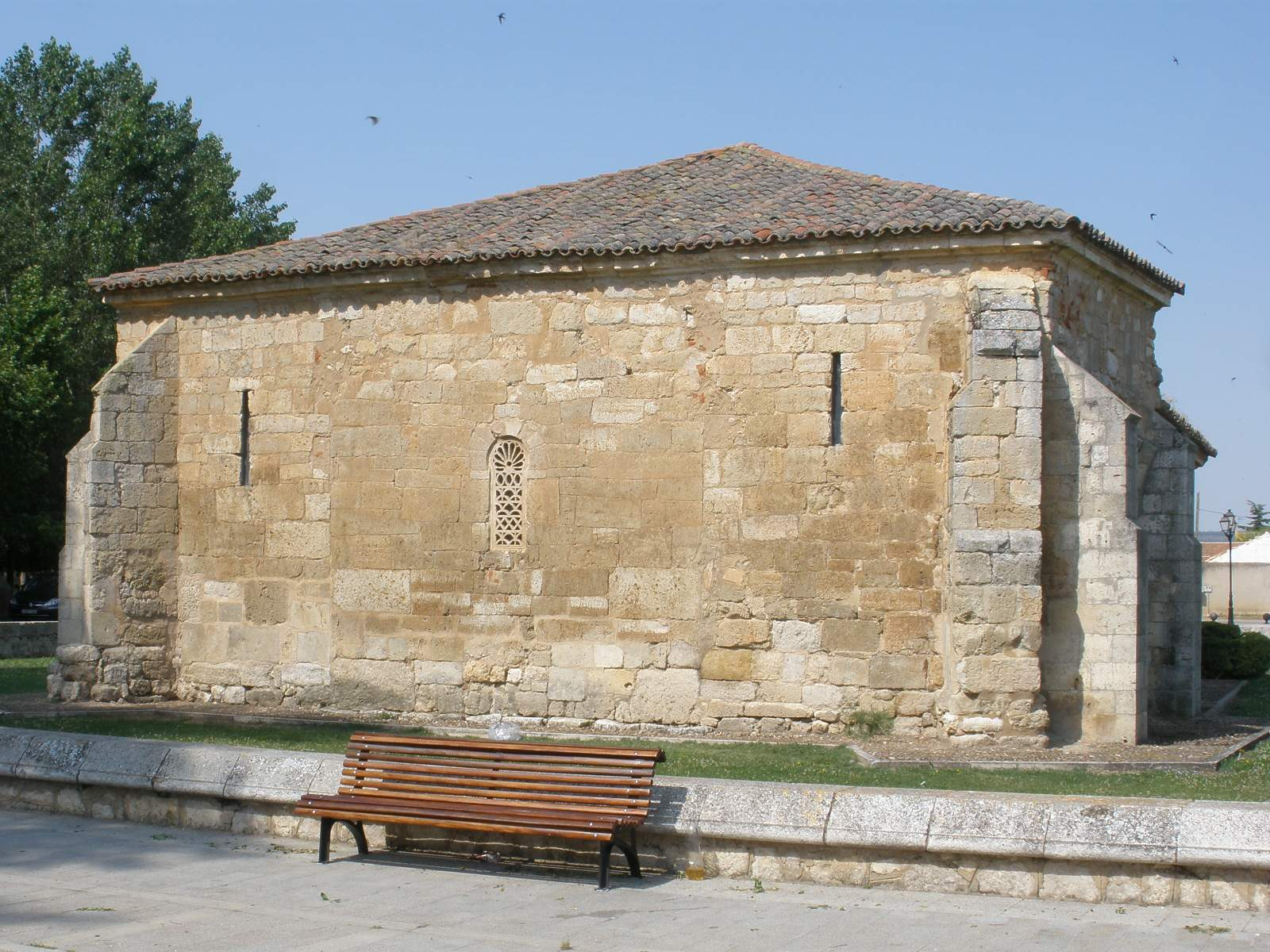
Visão posterior da cabeceira de San Juan de Baños

Erguida no ano de 661 pelo rei visigótico Recesvinto, aproveitando vàrios restos Romanos. Segundo a tradição, a existência deste templo provém de um milagre: Recesvinto, ferido, foi curado pelas àguas medicinais do local que o auxiliaram a recuperar. Então, num gesto de agradecimento, ergue a igreja San Juan de Baños. Mais tarde, é erguida também, à direita do templo, uma fonte da qual escorriam as tais águas milagrosas.
Ao longo do tempo, são feitas adições posteriores, principalmente góticas como a adição de uma cobertura com nervuras nas absides laterais.
A Igreja, como todos os templos visigóticos, começou a entrar em decadência e a tornar-se ruína. É então que no século XIX se decide resgatar o monumento (daí vem a adição do pequeno campanário acima do portal principal). Também são feitas escavações arqueológicas, removendo o estuque para revelar as paredes originais. Durante a restauração a igreja recupera lentamente a sua forma original: fecham-se janelas e aberturas, abrem-se outras, retira-se o tijolo que cobria a abside principal, colocando o nas naves, colocam-se treliças ornamentadas e o altar.

## Arquitetura e Decoração

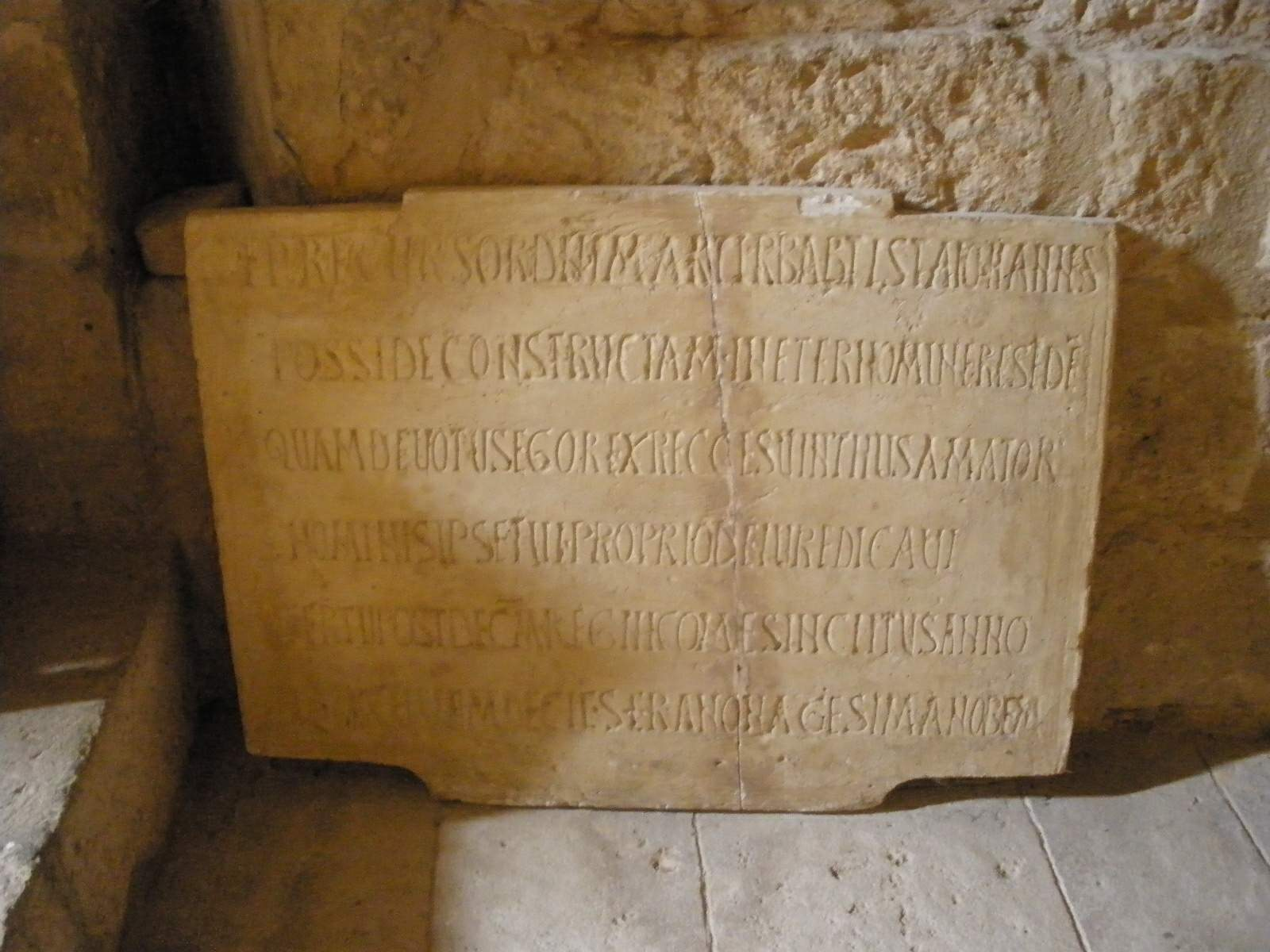
Réplica da placa de consagração de San Juan de Baños

É de planta basilical, dividindo-se em três naves e três absides, no entanto só a abside central é original. A decoração original é relativamente clássica, tradicional e austera. Quatro colunas suportam os arcos de separação das naves. No total, são oito capitéis coríntios (São todos romanos autênticos tirando um) e sobre o arco toral está uma placa de pedra com a inscrição que consagra o templo:
Precursor del señor, mártir Juan Bautista posee esta casa, construida como don eterno la cual, yo mismo, Recesvinto rey, devoto y amador de tu nombre, te dediqué, por derecho propio, en el año tercero, después del décimo como compañero ínclito del reino. En la Era seiscientos noventa y nueve.

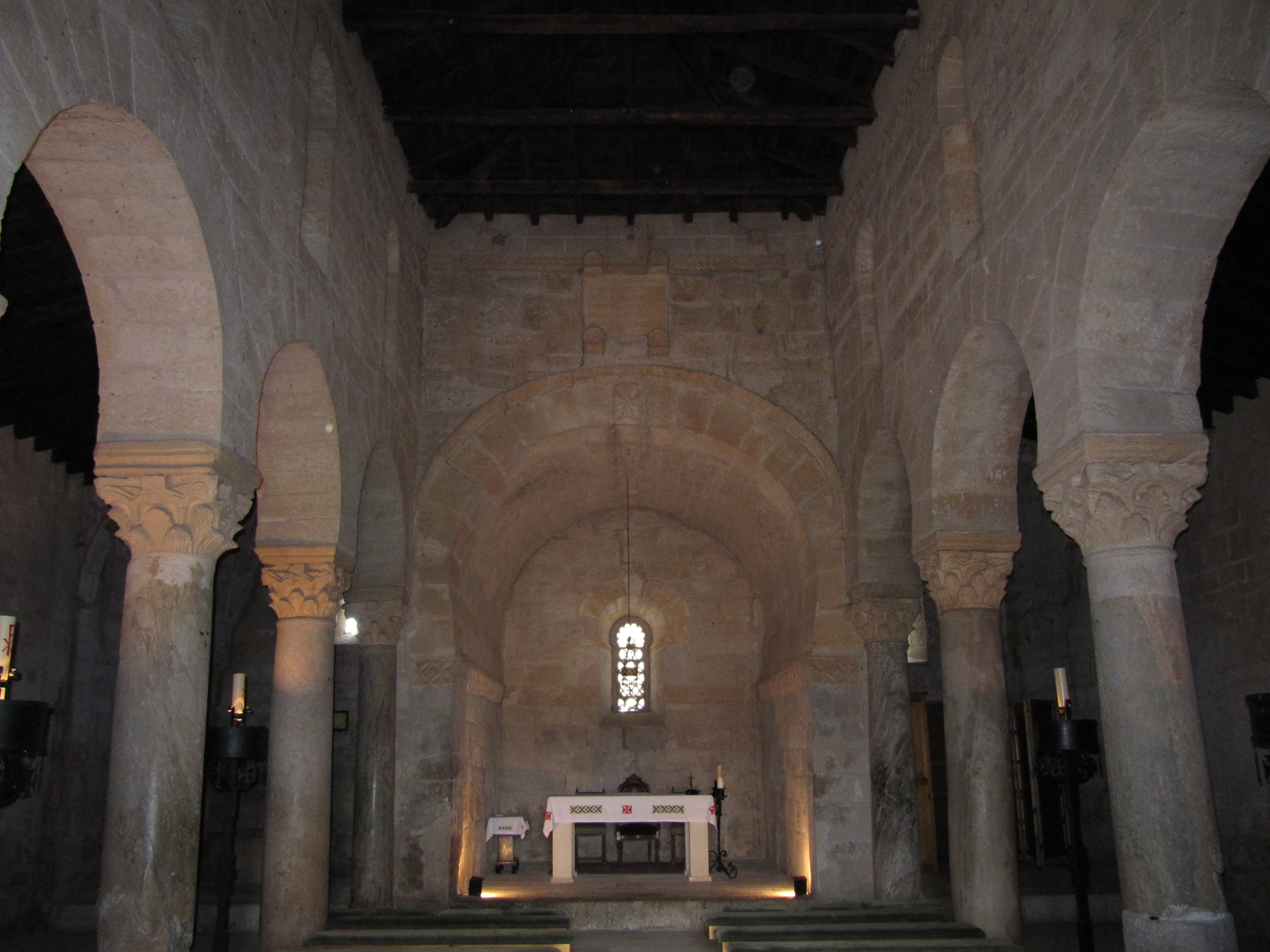
Interior de San Juan de Baños, onde se observam as arcadas

Os arcos que separam as naves, tanto como o arco do portal de entrada e o arco toral (encimado por um relevo em cruz) são arcos de ferradura. O corpo das colunas que suportam a dupla arcada que separam as naves são de mármore, muito provavelmente de herança Romana. Como mencionado anteriormente, a abside principal é a única original, as outras duas são adições góticas. Esta abside central consiste num espaço retangular, coberto com abóbada de ferradura, contendo uma pequena janela ornamentada no fim.

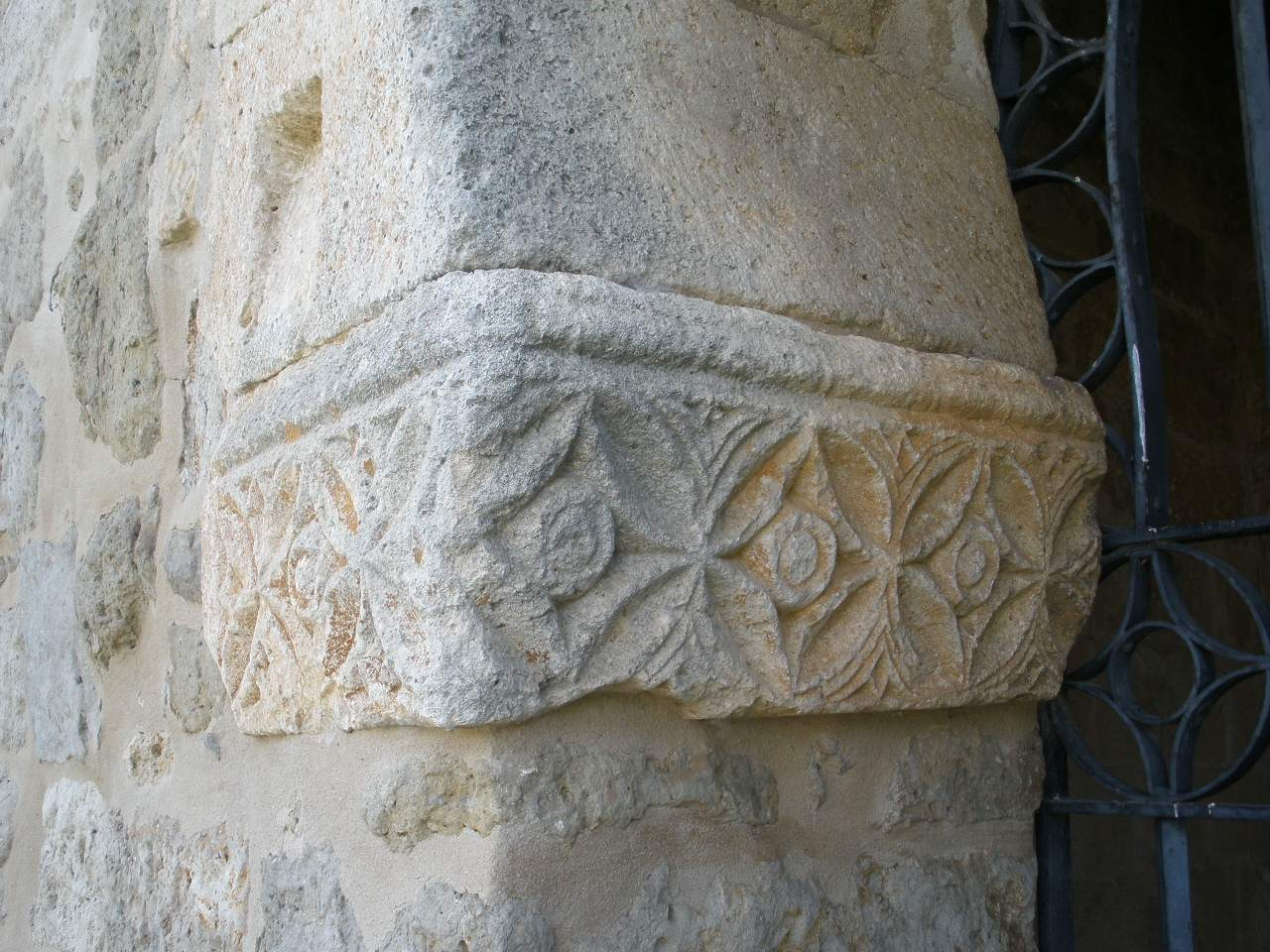
Imposta do arco de ferradura da porta principal.

A igreja teria também duas adições de cada lado, funcionando como uma espécie de transepto, acabando em duas capelas laterais. A cobertura do templo seria plana e feita de madeira, diferente da madeira mais recente que cobre o edifício, seria impossível que o edifício fosse coberto por uma abóbada devido à altura dos arcos. Isto reflete o caráter clássico dessa parte da basílica. A abóbada de ferradura que segue o arco toral da abside central, assim como a janela em ferradura no fim da cabeceira lembram a igreja Santa Maria de Melque, de construção posterior. Corre também um friso original ao longo da parte superior (interior e exterior do edifício) representando círculos estilizados, cruzes e ondulados, este formato sendo utilizado também nas impostas.

## Fonte de San Juan

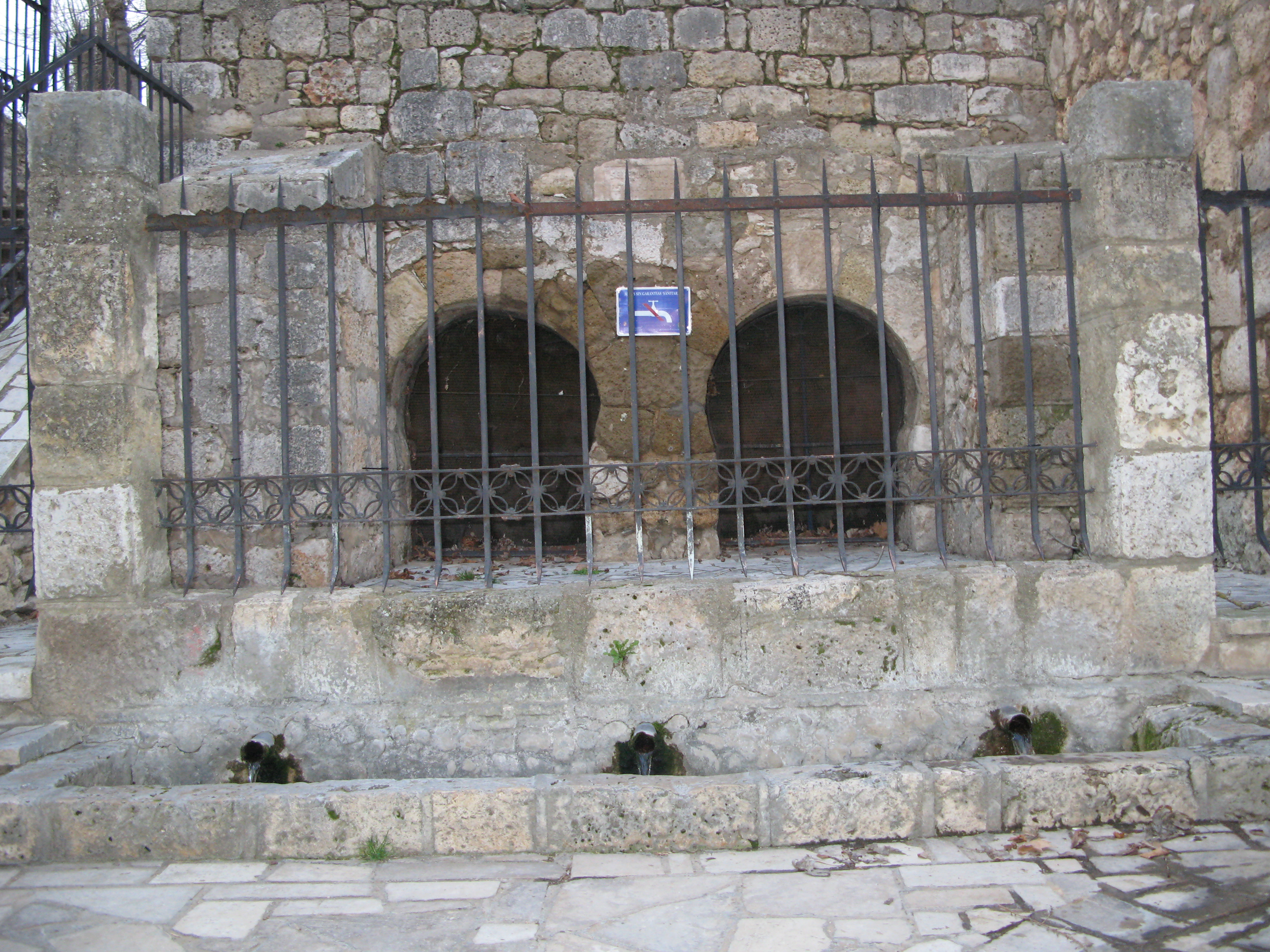
Fonte de San Juan

Junto à igreja existe então a "Fuente de San Juan", formada por dois arcos em ferradura de pequena dimensão, integrados na parede. Foi construída num local já anteriormente concorrido desde a época Romana devido ao caráter curativo da àgua. Foi então nessa época ereguido um complexo termal romano, a cisterna desse estando ainda ligado à fonte atual. Peças de um altar dedicado às ninfas do local, estando agora no MAN em Madrid. Ali, teria existido um teplo a Esculápio, deus da medicina, sendo daí tirados os materiais para ereguir a igreja.